# Opération Carne Fraca

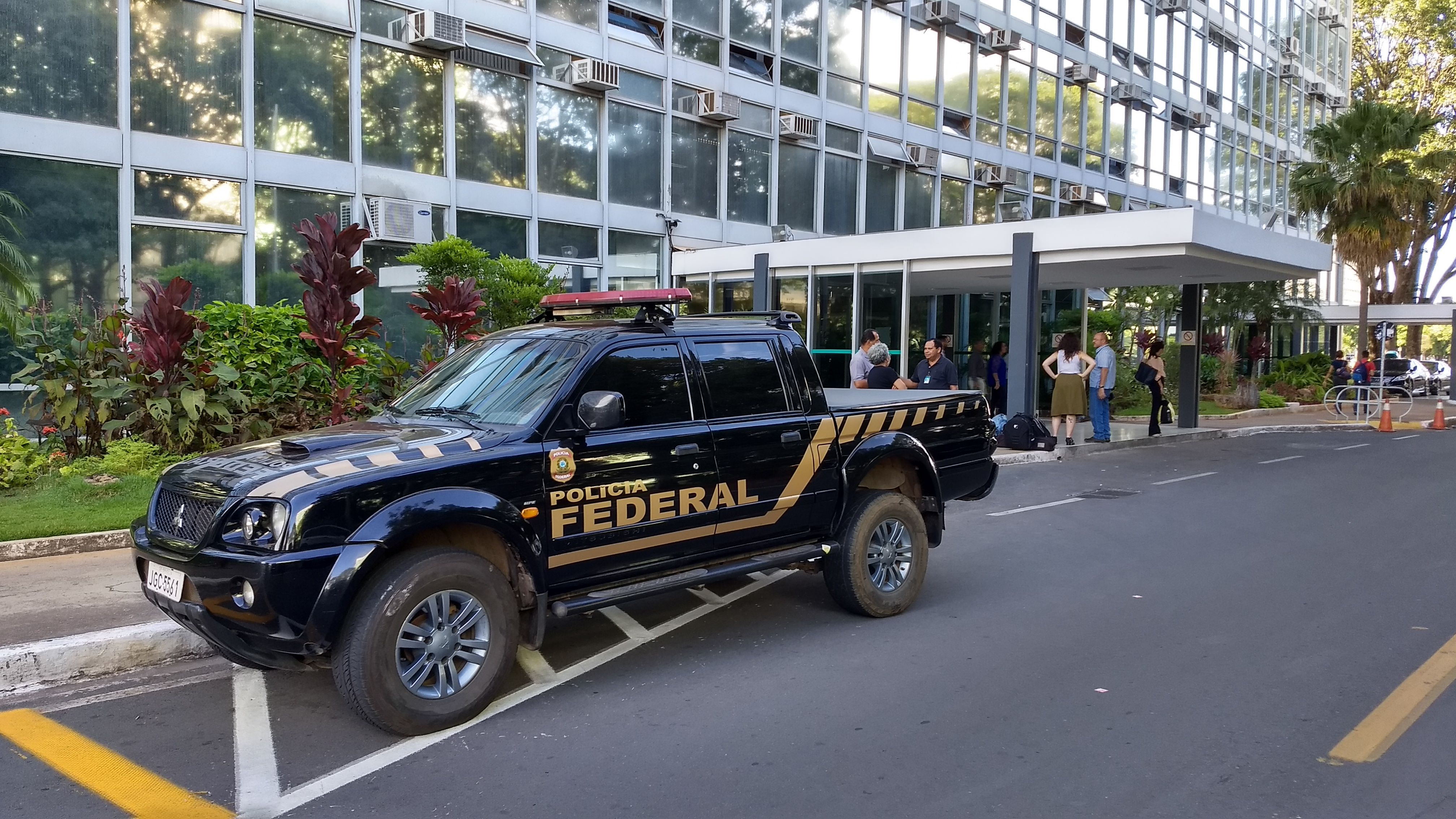
La police fédérale en action

L' Opération Carne Fraca (portugais : viande de mauvaise qualité) est une action de la police fédérale brésilienne, qui a commencé le 17 mars 2017.
Les entreprises JBS, possédant les marques Seara, Swift, Friboi et Vigor, ainsi que la société BRF, possédant les marques Sadia et Perdigão ont mélangé de la viande avariée avec de la viande vendue au Brésil et a l'étranger. En conséquence, plus de 30 contrôleurs des viandes ont été licenciés,, la police leur reproche d'avoir admis de la viande avariée à la vente, d'avoir falsifié le date limite de consommation, d'avoir enjolivé de la viande et d'avoir utilisé des matériaux possiblement cancerogènes. Selon la Agência Nacional de Vigilância Sanitária (ANVISA) (portugais : Agence nationale de contrôle sanitaire), il s'agirait de l'acide sorbique et de l'acide ascorbique,,.

## Rôle économique
Le Brésil est le premier exportateur de viande bovine, de volaille et également le quatrième exportateur de porc. La part de marché brésilienne dans ce secteur est d'environ 7,2 %
La holding BRF, contrôlée par Sadia et Perdigão, exporte de la volaille vers 120 pays. Sa part du marché mondial est d'environ 14 %.

## Rôle politique
Ce scandale se trouve en ligne avec une série d'autres. Les contrôleurs de viande ne sont que de petites figurines. Le 18 mai 2017, le journal du O Globo rapporte que le président Michel Temer essayait d'acheter le silence d'un témoin.

## Réaction

### Nationales
Publications
Le sujet principal est les conséquences économiques.
Politique
Le président Michel Temer annonçait une enquête. Le gouvernement brésilien fermait trois établissements et suspendait les licences d'exportation de 21 entreprises d'emballage.

### Internationales
Publications
- Le Figaro y voit un réseau de viande avariée[13].
- Le New York Times écrit que ce scandale crée un doute sur l'industrie agroalimentaire brésilienne et qu'il risque de toucher l'économie du pays[14].

Politique
- Suspension d'importations de viande brésilienne[15]

Le Mexique, le Chili, le Japon et Hong Kong ont suspendu les importations de viande en provenance du Brésil, alors que l'Union européenne a arrêté l'importation de la viande par les sociétés concernées.

## Déroulement
Le Secrétaire d'État brésilien Eumar Roberto Novacki s'exprimait à Genêve en juillet 2017 pour convaincre les importateurs de la qualité de la viande brésilienne. Au même moment, les détails de la corruption des contrôleurs des viandes étaient publiés. Wesley Batista, propriétaire de JBS, comme « témoin de la Couronne » a annoncé la publication d'une liste des plus de 200 personnes corrompues pour des montants jusqu'à environ 6.000 US$ par mois.

## Liens web
- Séverin Husson, « Près d’un quart du bœuf consommé en France est importé », La Croix, 11 février 2013

## Annotations
- (pt) Cet article est partiellement ou en totalité issu de l’article de Wikipédia en portugais intitulé « Operação Carne Fraca » (voir la liste des auteurs).

1. ↑   JBS représente environ un quart du marché mondial du bœuf
2. ↑  La viande fut traitée avec des moyens chimiques
3. ↑  L'effet de l'acide sorbique est en débat